# Эспенберг, Карл фон
Карл фон Эспенберг (1761—1822) — русский врач.
Родился в имении Геббет, в Вирланде. Воспитание и образование получил в Ревельской гимназии, затем учился в одном из заграничных университетов, откуда через несколько лет вернулся к себе на родину. В 1790 г. Эспенберг поехал в Эрланген, изучал там медицину и в 1796 г. защитил диссертацию под заглавием: «De febris Mercurialis efficacia in sananda lue venerea dubia» (Эрланген, 1796 г.), получил степень доктора медицины и занялся практикой в Эстляндии.
В 1797 г. он получил право практики в России. В 1802 г. Эспенбергу было предложено занять место доктора на корабле «Надежда», на котором он совершил кругосветное путешествие с капитаном Крузенштерном. Результатом этой поездки был его труд: «Nachrichten über den Gesundheitszustand der Mannschaft auf der Nadeshda, während der Reise um die Welt in den Jahren 1803, 1804, 1805 und 1806» (С.-Петербург, 1810 г.). После возвращения в 1806 г. из путешествия император Александр I наградил Эспенберга жалованьем в 1000 рублей и чином надворного советника. Поселившись в Ревеле, он занялся практикой, но приступы апоплексии, явившиеся результатом перенесённого горя по случаю несчастной кончины его близкого друга Коцебу, надломили его здоровье и подорвали его энергию. Он надеялся восстановить здоровье деревенским воздухом, но смерть постигла его во время одной из прогулок в имении Гуккас.
Юный друг Эспенберга Отто Коцебу воздвиг ему вечный памятник, назвав во время одного из своих кругосветных путешествий именем Эспенберга один из мысов в бухте Доброй Надежды, в заливе Коцебу, под 66°31' северной широты и 164°45' восточной долготы по Гринвичу.
Также в честь Карла фон Эспенберга названа гора (гора Эспенберга, Охотское море, Сахалинский залив, название горе присвоено в 1805 году И. Ф. Крузенштерном).